# Grandes Solos II
Grandes Solos II é um álbum da banda Mastruz com Leite, lançado em 1999. É um álbum instrumental.

## Faixas
1. Escadaria
2. Baião Cabra Chico
3. Cuco
4. Pedacinho do Céu
5. Pau Queimado
6. Rabo de Galo
7. Baião de Saudade
8. Botão Variado
9. Carinhoso
10. Marcha dos Marinheiros
11. Odeon
12. Enxuga o Rato
13. Crioula
14. Forró dos Bicos